# Рудковский, Михаил Михайлович
Михаил Михайлович Рудковский (бел. Міхаіл Міхайлавіч Рудкоўскі; 17 апреля 1936 — 7 июля 1991) — белорусский советский поэт и переводчик, педагог, член Союза писателей СССР (с 1966 года).

## Жизнь и творчество
М. М. Рудковский родился в крестьянской семье.
В 1955 году он оканчивает Пинское педучилище, затем — филологический факультет Брестского педагогического института (в 1961 году). Вначале преподавал в одной из школ Ганцевичского района Брестской области.
В 1960—1962 работает в ганцевичской газете «Крестьянская правда».
В 1962—1981 годах — старший редактор литературно-драматических и музыкальных программ Брестского телевидения. Стихотворения поэта печатаются с 1959 года.
М. М. Рудковский также переводил поэтические произведения с русского, польского и украинского языков.
Похоронен на кладбище аг. Остров Ганцевичского района Брестской области.

## Память
К празднованию 80-летнего юбилея на сайте УК «Ганцевичский районный краеведческий музей» организована виртуальная выставка Михась Рудковский. «Не вечен человек, его же устремления — вечные!».
Имя М. Рудковского присвоено Островской средней школе в аг.  Остров.
В фойе Островской СШ в аг. Остров установлена мемориальная доска М. Рудковскому.
В аг. Остров расположен литературный музей имени М. Рудковского на базе Островской СШ.
На могиле М. Островского в аг.  Остров установлен памятник (1992 г.)

## Сборники стихотворений
- «Первые вёрсты» (1963)
- «Синие Броды» (1967)
- «Зов» (1971)
- «В том краю…» (1975)
- «Вековечная родина» (1976)
- «Тригорье» (1981)
- «Предостережение» (1984)
- «Златозвон» (1986)
- «Горынь» (1992).